# Santa Maria Capua Vetere
Santa Maria Capua Vetere este o comună din provincia Caserta, regiunea Campania, Italia, cu o populație de 31.906 locuitori (1 ianuarie 2023) și o suprafață de 15,92 km².

## Monumente istorice
- Amfiteatrul, al doilea ca mărime în fostul Imperiu Roman (după Colosseum-ul din Roma).
- Arcul lui Hadrian

## Demografie
Santa Maria Capua Vetere - evoluția demografică

|  | Graficele sunt indisponibile din cauza unor probleme tehnice. Mai multe informații se găsesc la Phabricator și la wiki-ul MediaWiki. |

Date: Recensăminte sau birourile de statistică - grafică realizată de Wikipedia

## Galerie de imagini

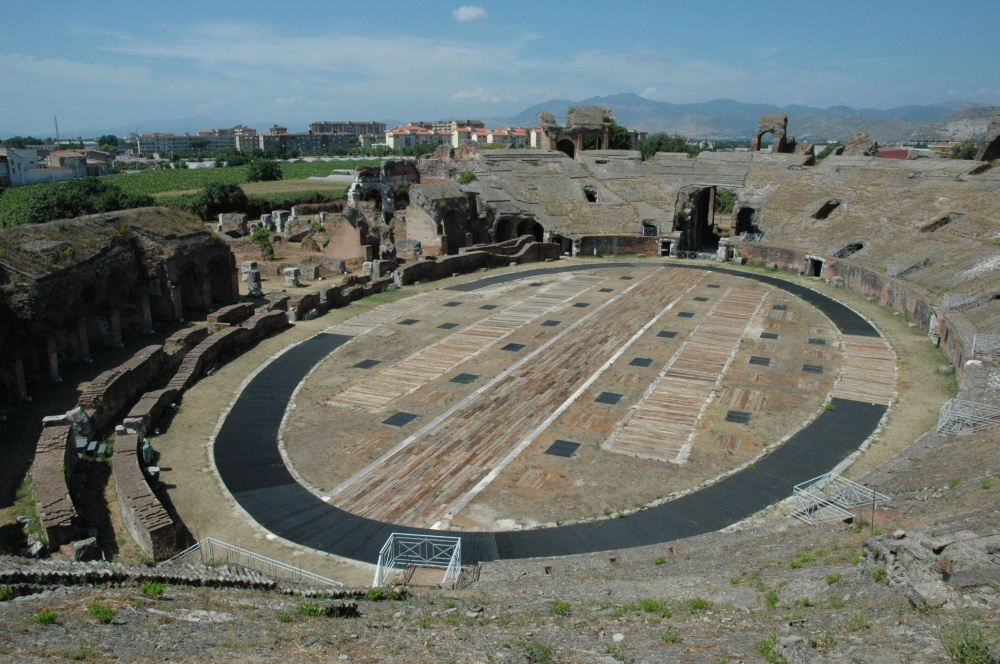
Amfiteatrul din Santa Maria Capua Vetere
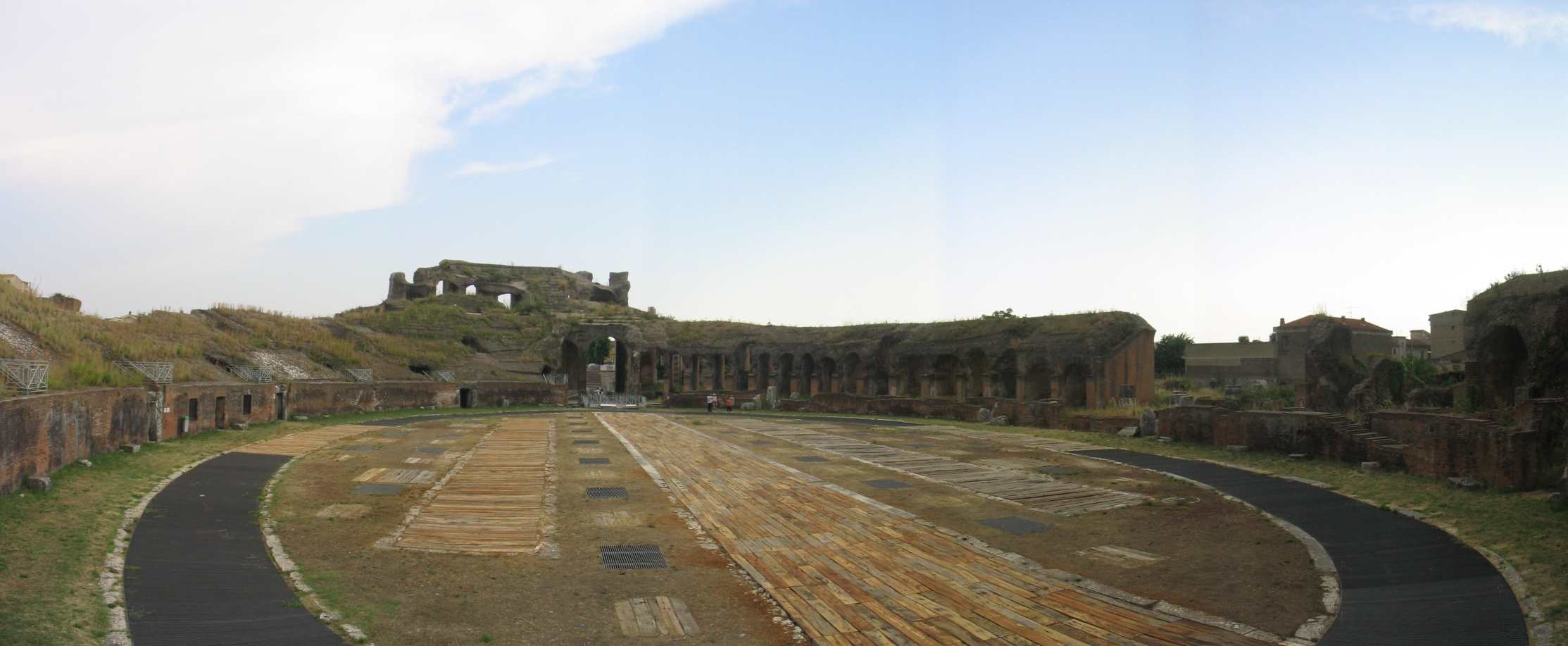
Amfiteatrul din Santa Maria Capua Vetere
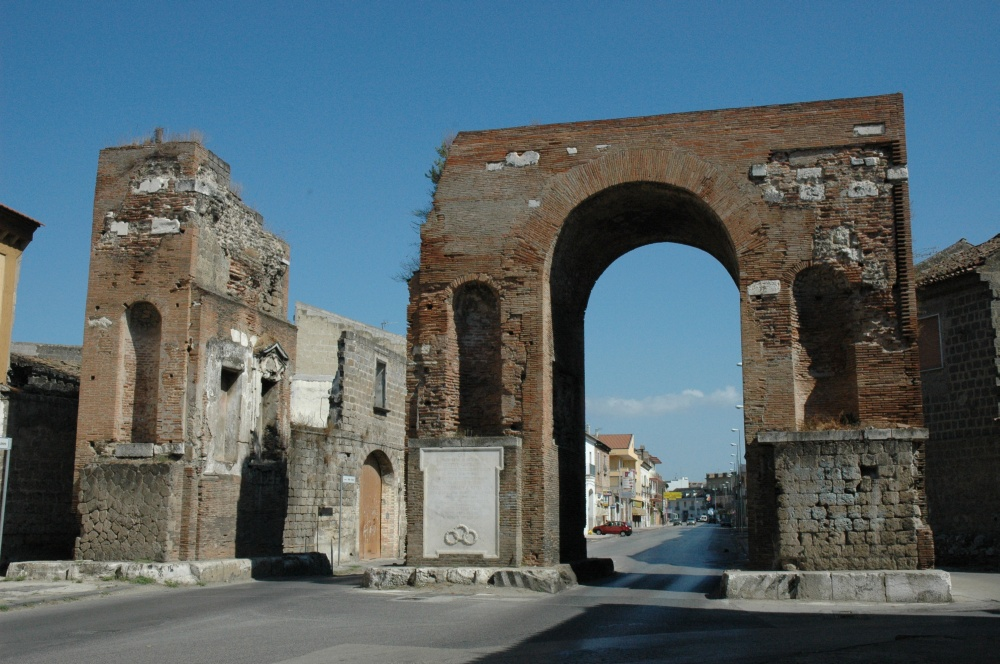
Arcul lui Hadrian